# 아프리카 수면병
아프리카 수면병(영어: African trypanosomiasis, sleeping sickness)은 사람과 동물에게서 발생하는 기생병이다. 파동편모충(Trypanosoma brucei) 종의 원생동물에 의해 발생한다. 사람을 감염시키는 종류로는 두 가지가 있는데, 감비아파동편모충(Trypanosoma brucei gambiense, T.b.g)과 로데시아파동편모충(Trypanosoma brucei rhodesiense, T.b.r.)이 그것이다. 감비아파동편모충의 경우 보고된 사례 중 98%가 넘는다. 둘 다 일반적으로 감염된 체체파리의 물림에 의해 전파되며 농촌 지역에서 가장 흔하다.